# Aggarön

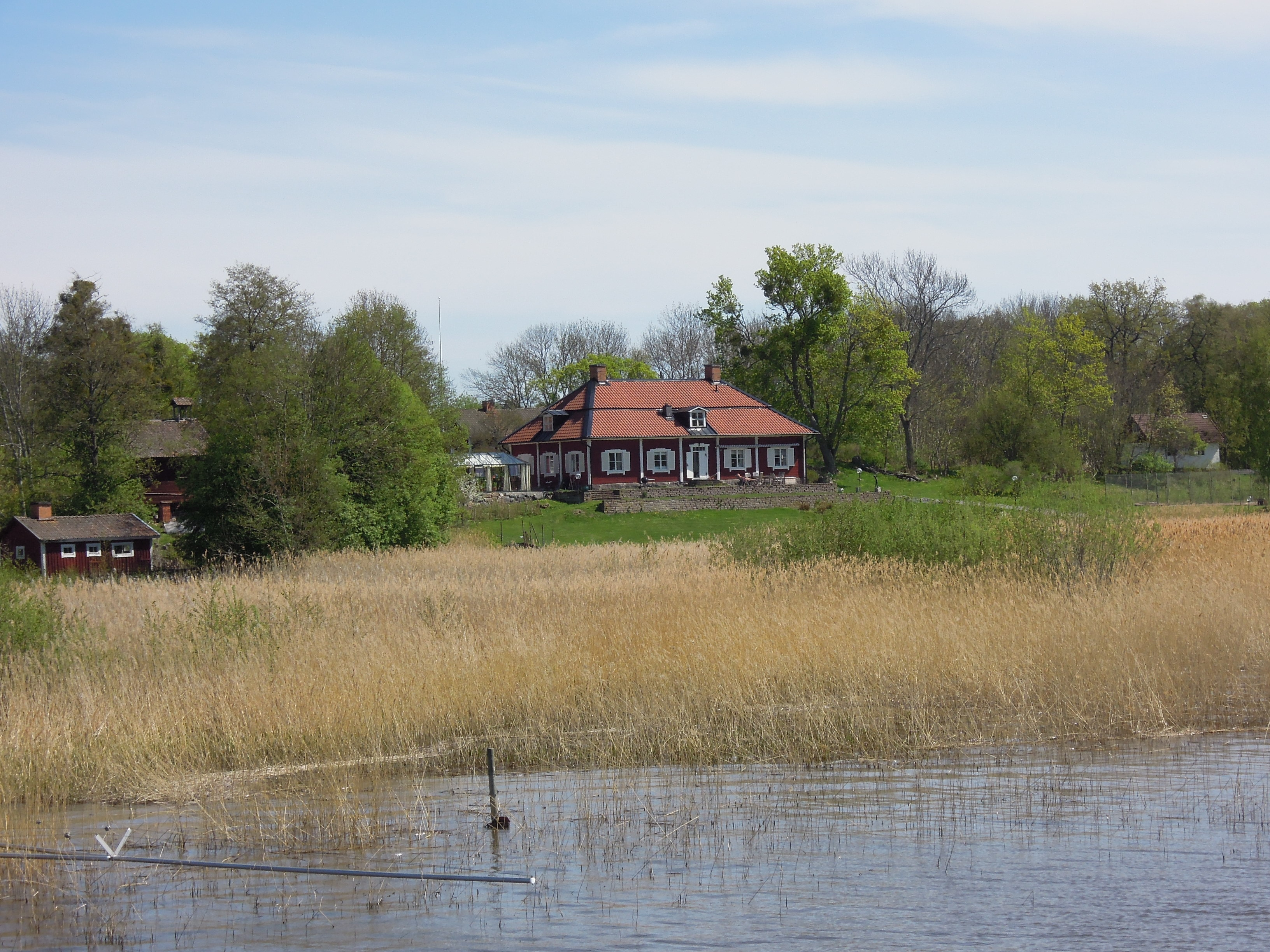
Aggarö gård

Aggarön är en ö i Kärrbo socken och ligger öster om Ridön i Mälaren. Ön ingår i Ridö-Sundbyholmsarkipelagens naturreservat, ägs av Naturvårdsverket och förvaltas av Länsstyrelsen. Öns totala areal är 220 hektar, och utbredningen är cirka 2 km i nord-sydlig riktning och cirka 1 km i öst-västlig riktning.

## Historik
Aggarö är en gammal sätesgård med anor långt tillbaka i tiden.
Då generalen friherre Carl Cronstedt gjorde Geddeholm till fideikommiss 1746 ingick även Aggarö i fideikommisset. Senare såldes Aggarö och köpeskillingen kom då att avsättas till fideikommisskapital.
På Aggarö bedrevs jordbruk och man hade en fruktträdgård med upp till 350 träd. Jordbrukets produkter såldes på marknaden i Västerås. Alla transporter sommartid gick med båt.
Aggarön köptes 1942 av Henry Koux.  Han var tyskättad, men bosatt i Sverige sedan 1917. Henry Koux var under 1930-talet ordförande i tyska handelskammaren i Stockholm och kontakt med bland andra kontakt Hermann Göring. Han stängde under denna tid Aggarön från besökare, vilket skapade rykten om vad som skedde på ön. Han sålde ön 1949.

## I dag
Länsstyrelsen i Västmanland är förvaltare av ön och dess fastigheter, med undantag för Aggarö gård.
Sedan 1970-talet pågår ett projekt för att återställa och bibehålla landskapet som det såg ut när marken brukades, som en del av Life-projektet inom Natura 2000. I projektet ingår att öppna ytor ska återställas och att granskogen ska minskas till förmån för lövträd. På Aggarön betar kor för att hålla marken öppen. Det finns även dovhjortar och rådjur.
Aggarö gårds fruktträdodling har minskats till cirka 90 träd. Vanligaste äppelsorter är grågylling,  röd rågylling (som även kallas Fageröäpple), Aggarö citronäpple, sävstaholm (äpple) och gyllenkroks astrakan, men där finns också körsbär och päron.

## Natur
Det förekommer dovhjort, som inplanterats från Skåne  Bland ursprungliga djur på Aggarön finns räv och grävling. Vildsvin är inte boende på Aggarön, men besök av vildsvin från Ridön förekommer.
Bland träd på Aggarön förekommer ädellövträd, till exempel ek, lind och lönn. Hagarna inramas av slånbärsbuskar. Det finns riklig förekomst av mistel i träden. På sydöstra delen av Aggarön finns en skog av hassel.

## Fritidsaktiviteter
Aggarön har en hamn i norra änden och en besöksbrygga på västra sidan. På Aggarön finns ett vandrarhem och ett antal stugor för uthyrning.

## Fotogalleri

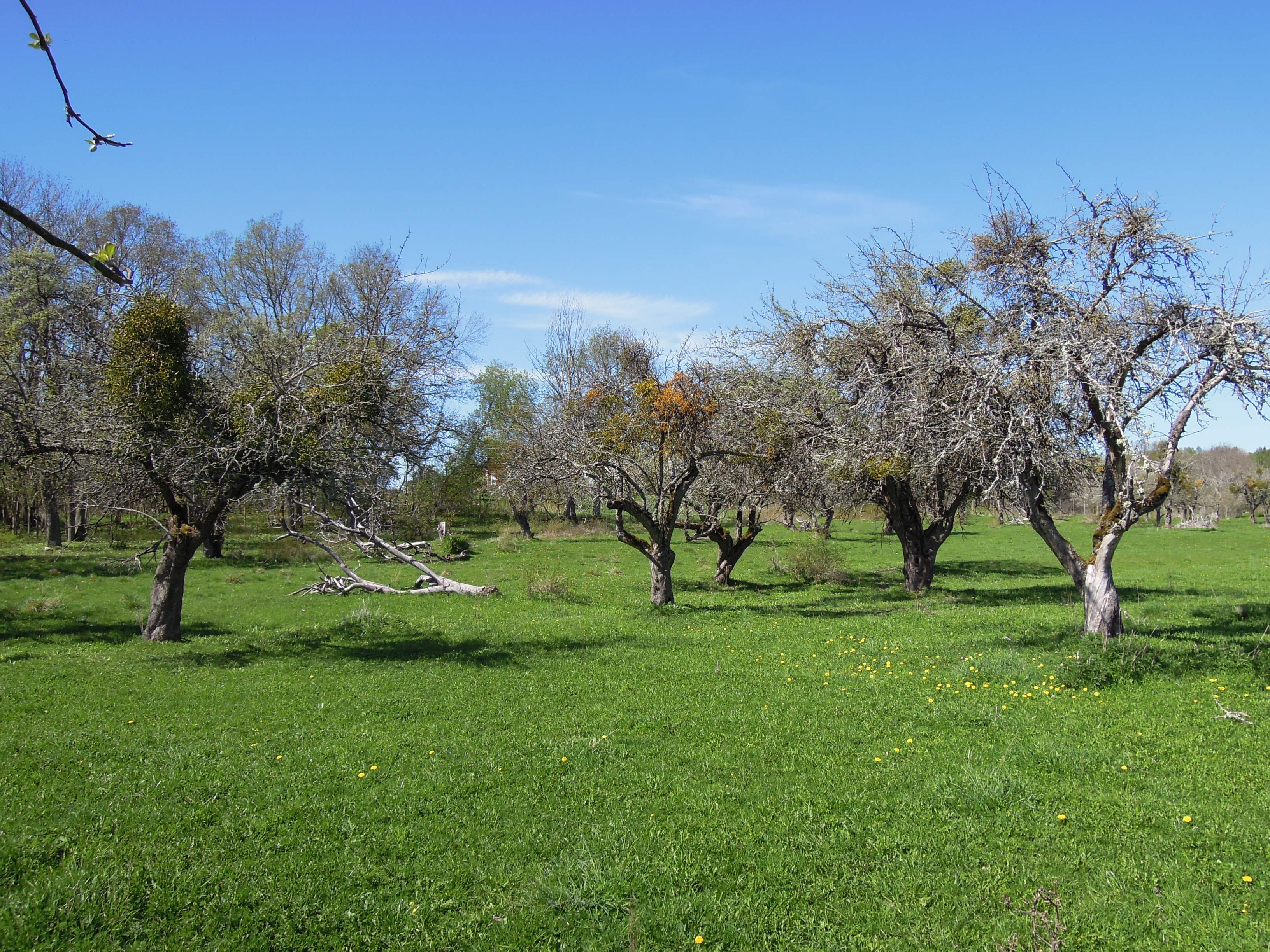
Den gamla fruktträdgården, som hör till Aggarö gård
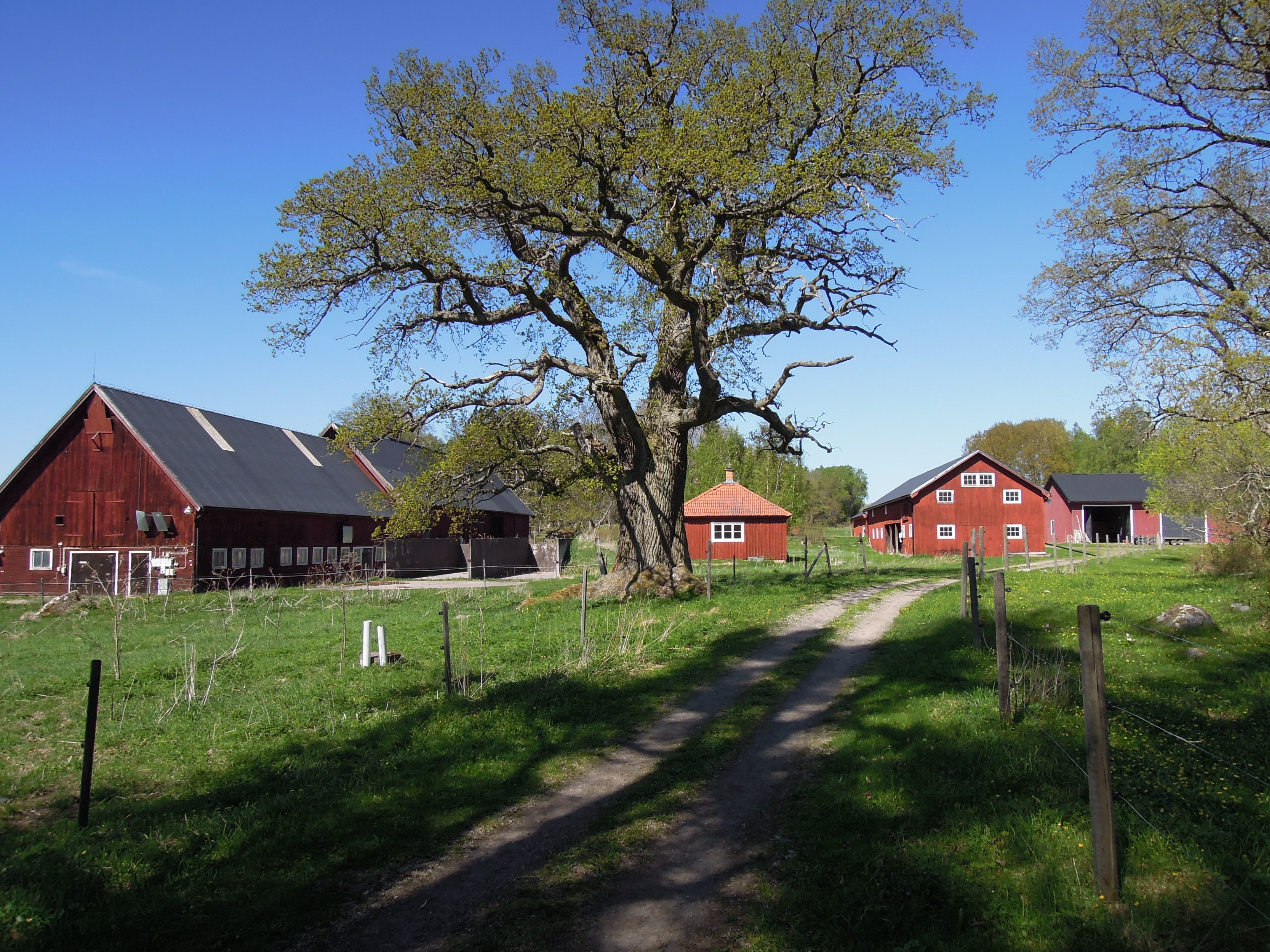
Ekonomibyggnader, som hör till Aggarö gård
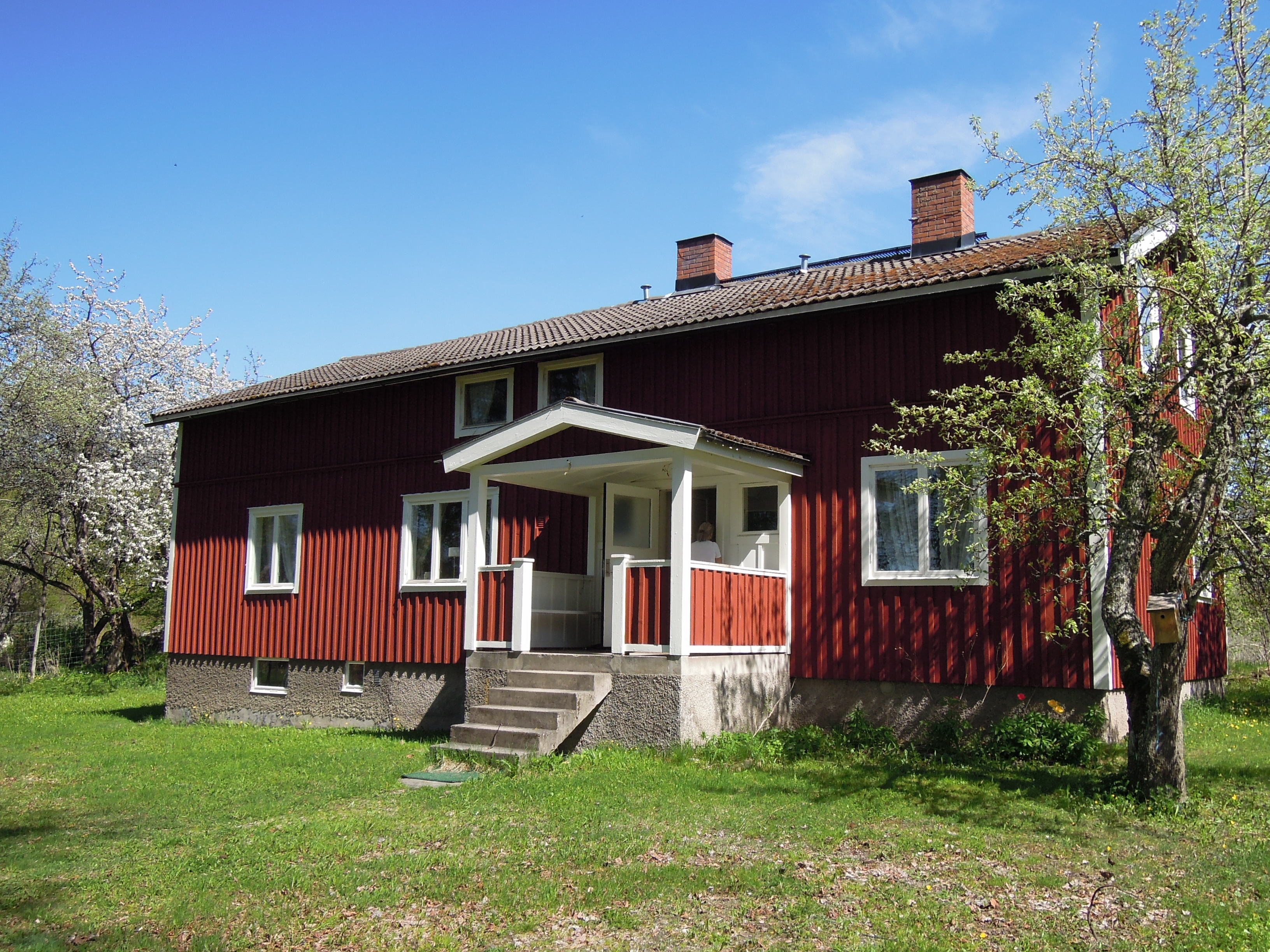
Vandrarhemmet på Aggarön
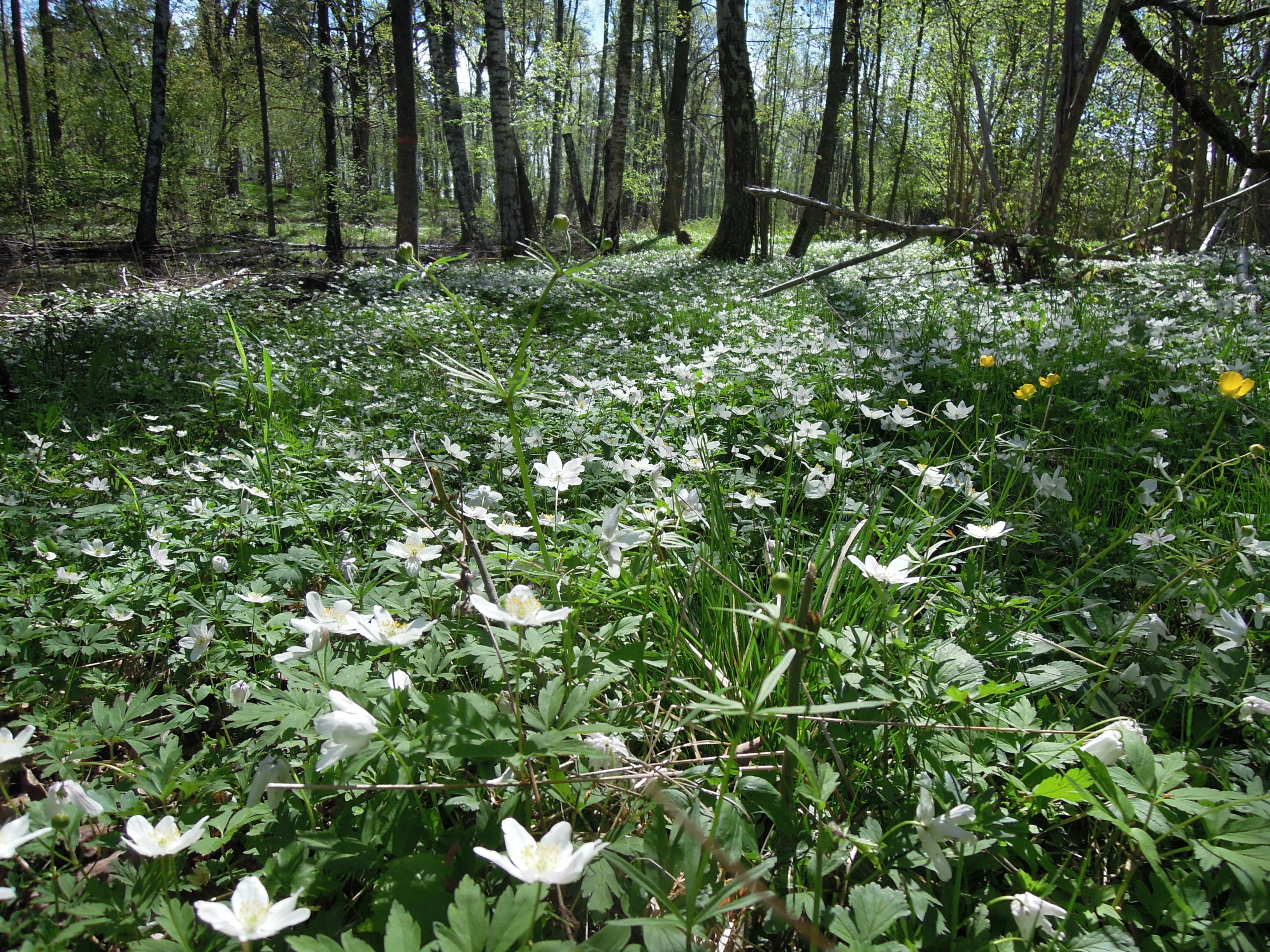
Fin vitsippsbacke tidigt på våren på Aggarön
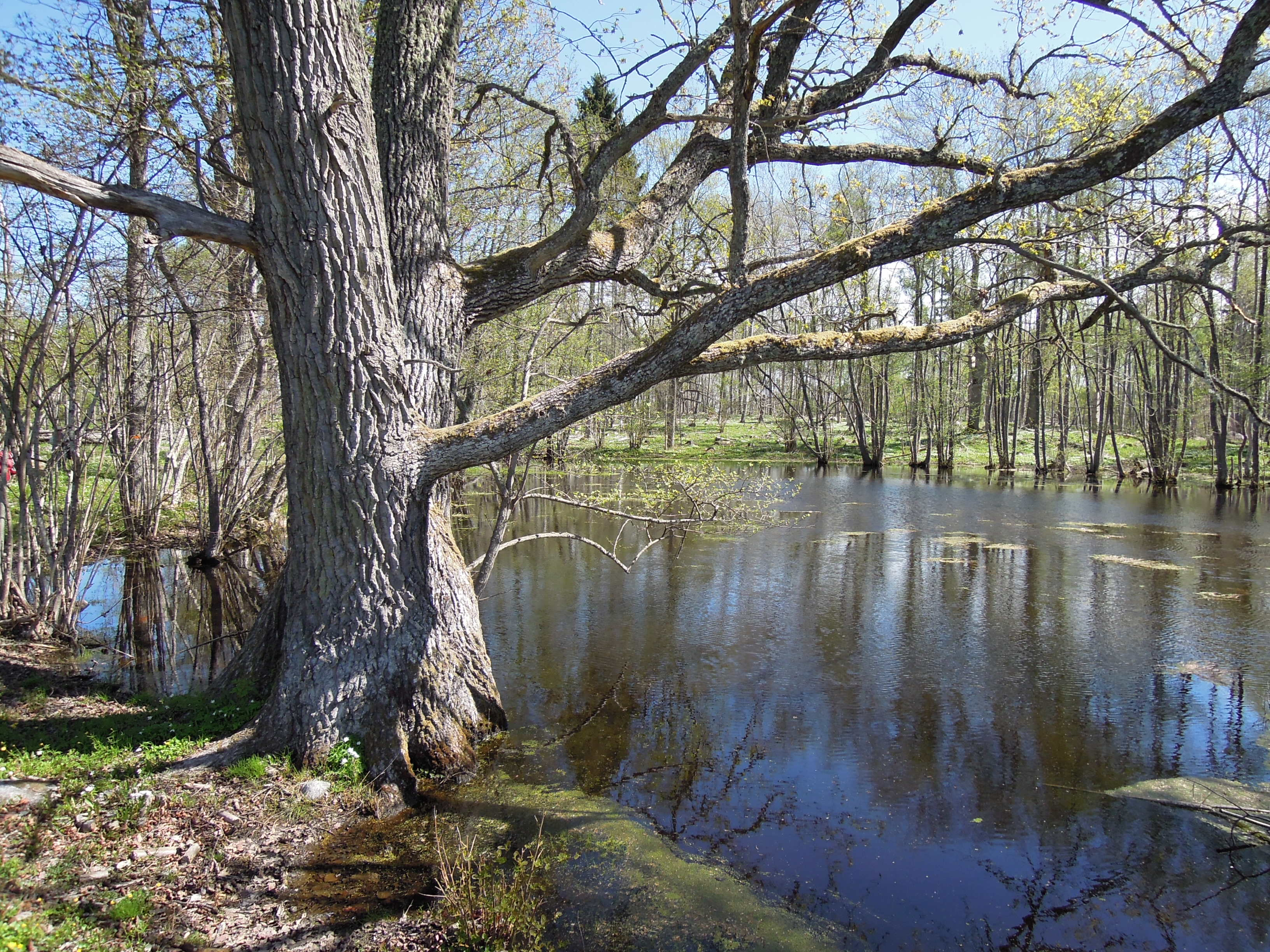
Liten vattensamling tidigt på våren på Aggarön
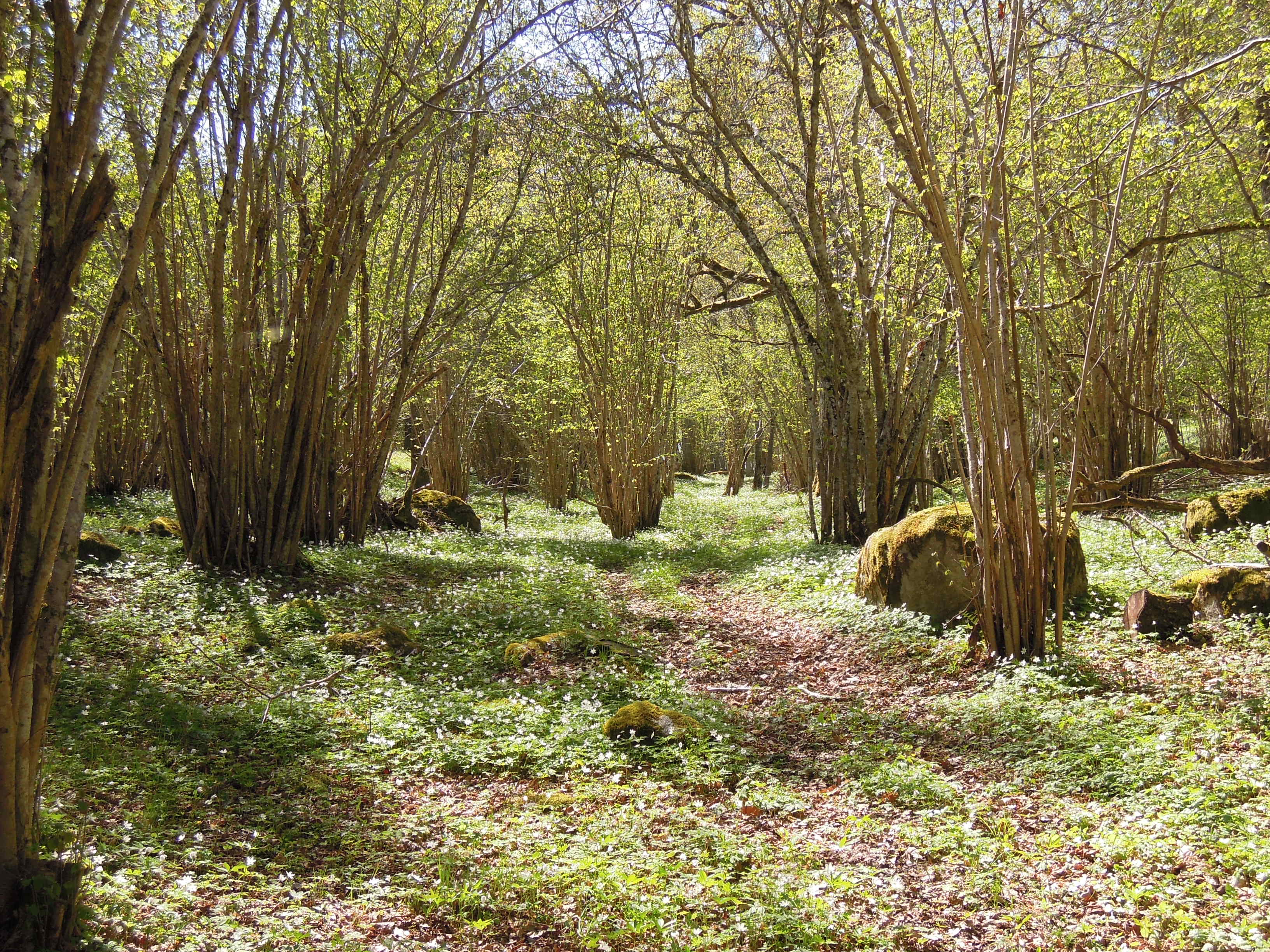
Hasselskogen på sydöstra Aggarön
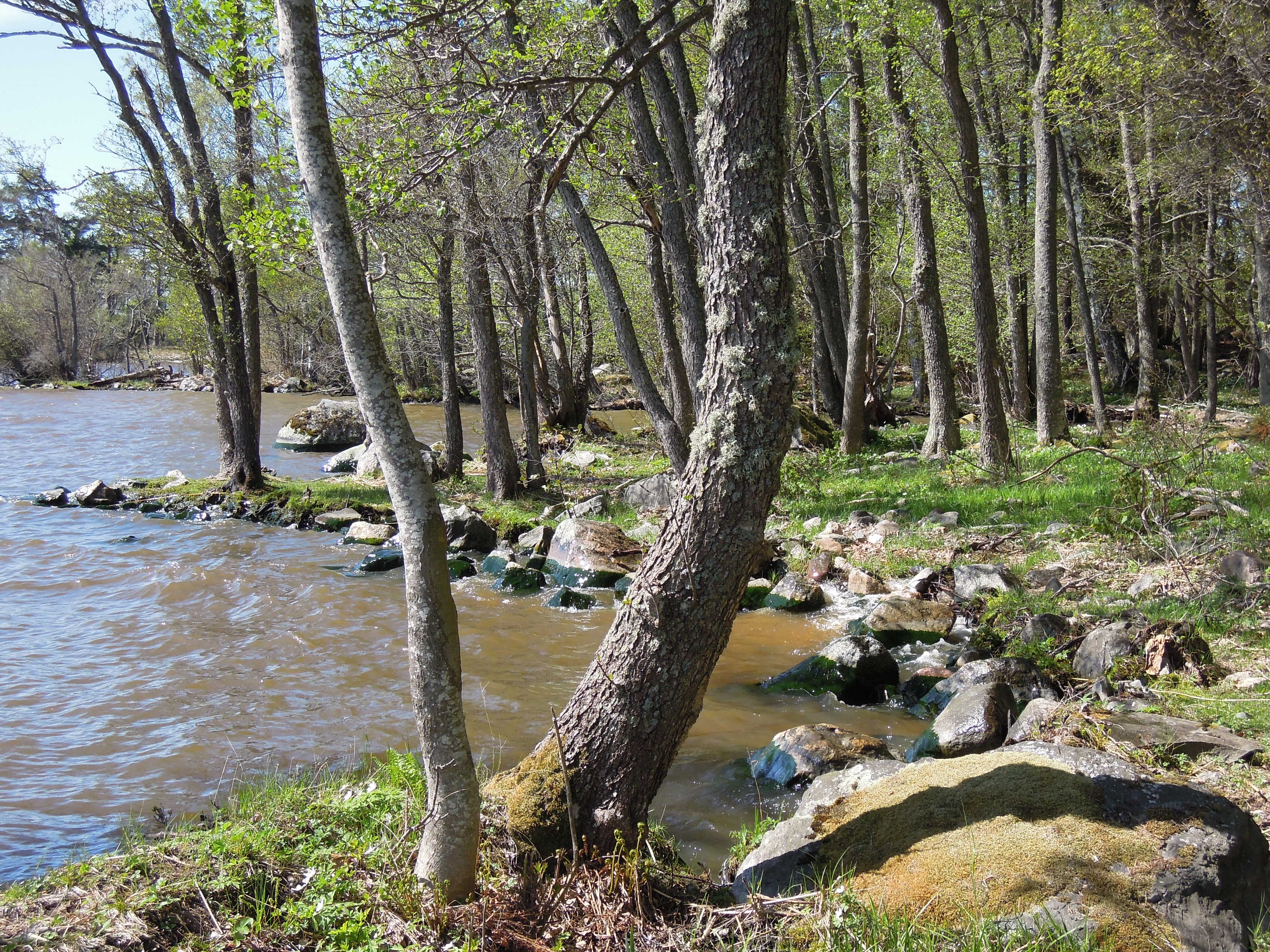
Aggaröns södra ände, Rögrundsudden